# Astragalus regiomontanus
Astragalus regiomontanus är en ärtväxtart som beskrevs av Rupert Charles Barneby. Astragalus regiomontanus ingår i släktet vedlar, och familjen ärtväxter. Inga underarter finns listade i Catalogue of Life.